# Power Mac
Power Mac（パワー・マック）は、Apple Computerがかつて販売していたパーソナルコンピュータのシリーズ名。CPUにApple Computer、IBM、モトローラの三社で開発したPowerPCを採用している。PowerPC G3を搭載する機種まではPower Macintoshという名称であった。
2006年8月のWWDCで、Intel製Xeonプロセッサを搭載した後継機・Mac Proが発表され、Power Macシリーズは終息した。

## Power Mac G4
詳細はPower Mac G4
1999年8月31日発表、10月の発売時にCPUの製造問題からクロック周波数を50MHzずつダウンという前代未聞の措置が実施された。形状、素材をPower Macintosh G3 (Blue & White)から引き継ぎつつ、表面はクリア仕上げ、グラファイトとホワイトという配色に変更された。ハンドルは無色透明となっている。モデル名のMacintoshはMacに短縮された。最終モデルは2003年まで販売された。基本的な筐体の構造を変化させないまま、G3から発展させたため、特に後期モデルにおいては冷却ファンの騒音が問題となった。発売当初、CPUに使用されているAltiVec(Velocity Engine)と言われる技術の軍事転用への懸念から輸出管理対象となっていた。

### Power Mac G4 (PCI)
1999年8月31日発表
PowerPC 7400 350MHz, 400MHz : ADBポートの痕跡を残したロジックボードを利用しており、Power Macintosh G3(Yosemite)ベースであることをうかがわせる。Power Macintosh G3同様の高速PCIバスにグラフィックカードを有す。開発コードネーム「Yikes!」

### Power Mac G4 (AGP)
1999年8月31日発表, 2000年2月16日発表（50MHz速度アップ）
PowerPC 7400 350MHz, 400MHz, 450MHz, 500MHz : Sawtooth（開発コード）と呼ばれる新設計のロジックボードを使用し、AGPバスにグラフィックカードを有する。Power Mac初めてのAirMac搭載機であり、DVIコネクタを搭載する最初の製品である。独自開発のUniNorthシステムコントローラとKeyLargo I/Oコントローラを搭載したCore99アーキテクチャは、その後のG3/G4搭載Macintoshアーキテクチャの基盤となった。

### Power Mac G4 (Gigabit Ethernet)
2000年7月20日発表
PowerPC 7400 400MHz, Dual 450MHz, Dual 500MHz : AGPモデルに10/100/1000Base-T Ethernetを搭載したモデル。DVD-RAMドライブを搭載するモデルも存在する。開発コードネーム「Mystic」

### Power Mac G4 (Digital Audio)
2001年1月10日発表
PowerPC 7450 466MHz, 533MHz, 667MHz, 733MHz, Dual 533MHz(BTOモデル) : CPUカードが若干変更され、システムバスが133MHzに変更されたことから、PC133準拠のメモリを利用するモデル。Digital Audioという名は専用のミニプラグを用いたスピーカー端子が付き、その他音質的向上を図った設計が為された事から。SuperDrive（DVD-R/CD-RW）ドライブが搭載されたモデルも存在する。開発コードネーム「Clockwork」「Tangent」

### Power Mac G4 (Quick Silver)
2001年7月18日発表
PowerPC 7450 733MHz, 867MHz, Dual 800MHz : 前面パネルのデザインが一新され、シルバーベースのカラーに変更になる。DVD-ROM、SuperDriveに加え、安価なComboDrive（DVD-ROM/CD-RW）搭載モデルも加わった。開発コードネーム「Titan」

### Power Mac G4 (Quick Silver 2002)
2002年1月28日発表
800MHz, 933MHz, Dual 1GHz : Apple史上初めて1GHzのCPUが搭載された機種、最後のMac OS 9単体インストールディスク付属機。開発コードネーム「Nichrome」

### Power Mac G4 (Mirrored Drive Doors)
2002年8月17日発売

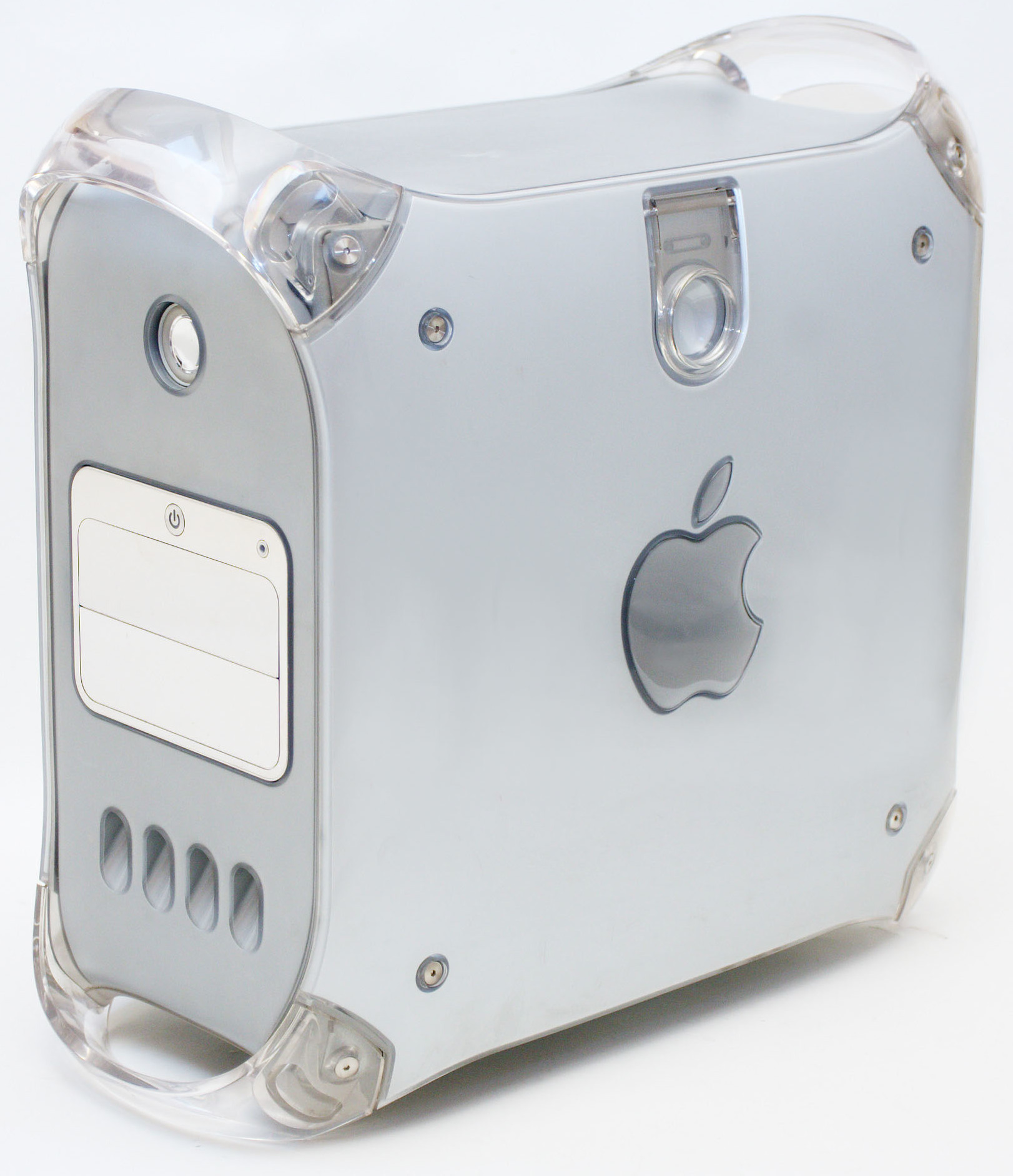
Power Mac G4 Mirrored Drive Doors

PowerPC 7455 Dual 867MHz, Dual 1GHz, Dual 1.25GHz : QuickSilverのデザインを生かしながら、光学ドライブ搭載位置を中央に変更し2台搭載可能としたモデル。そのドライブ用ベゼルがミラー状になっていることからMirrored Drive Doorsと呼ばれる。また、この機種より内部設計が大幅に変更され、システムバス167MHz化(上位モデルのみ)、DDRメモリの採用、HDDの最大可能接続数が従来の2台から4台に増えた。(HDD用UltraATA/66が2系統＋光学ドライブ用UltraATA/33が1系統)　開発コードネーム「P57」。
騒音問題が露呈し、静音ファンを搭載した電源ユニットへ交換出来る「Power Mac G4 パワーサプライエクスチェンジプログラム」が無償の在宅自己交換サービスとして、2003年6月30日まで実施された。

### Power Mac G4 (FireWire 800)
2003年1月31日発売
PowerPC 7455 1GHz, Dual 1.25GHz, Dual 1.42GHz : FireWire (IEEE 1394) が、より高速のFireWire 800準拠となったモデル。このモデルはPower Mac G4で唯一Mac OS 9での起動が不可能である。開発コードネーム「P58」。
静音ファンを搭載した電源ユニットを採用している。

### Power Mac G4 (Mirrored Drive Doors 2003)
2003年6月24日発売
PowerPC 7455 1.25GHz, Dual 1.25GHz : 業務用等でMac OS 9での起動が必要なユーザをサポートするために販売されたモデル。このモデルがPower Macシリーズでは（Classicではない）Mac OS 9.2.2で起動ができる最後のモデル。

静音ファンを搭載した電源ユニットを採用している。

## Power Mac G4 Cube
詳細はPower Mac G4 Cube
PowerPC 7400 450MHz, 500MHz : Power Mac G4のパフォーマンスを備えた革新的なモデルとして発売された。

## Power Mac G5
詳細はPower Mac G5

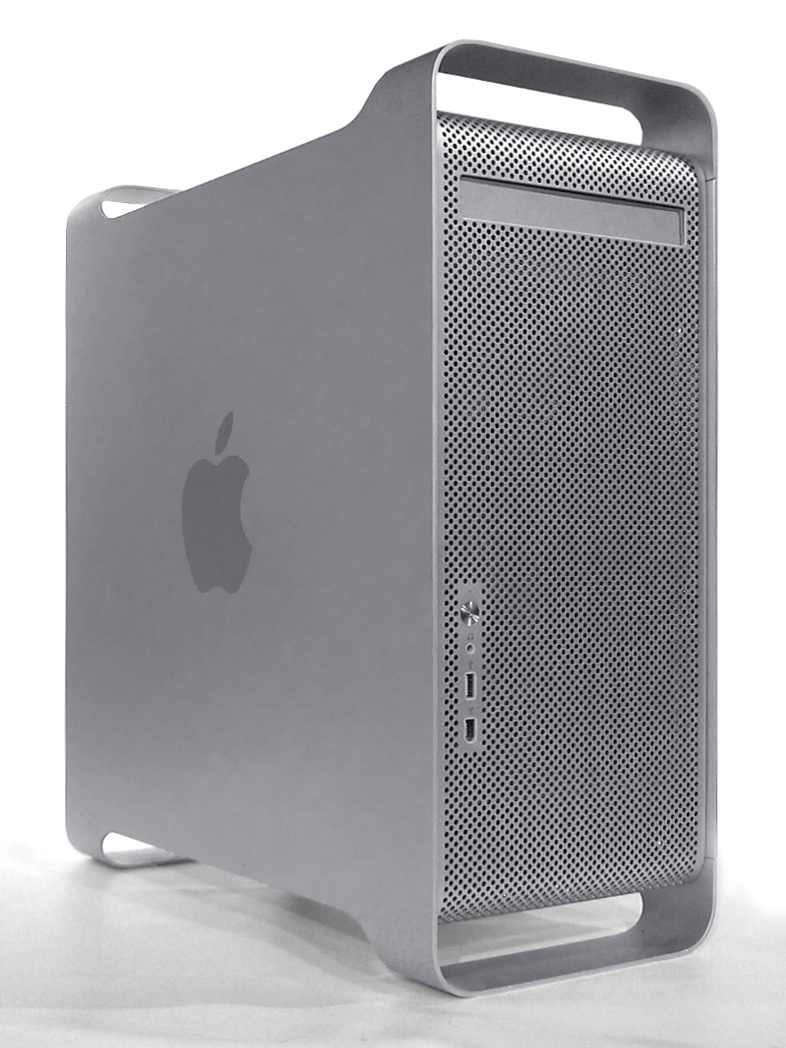
Power Mac G5

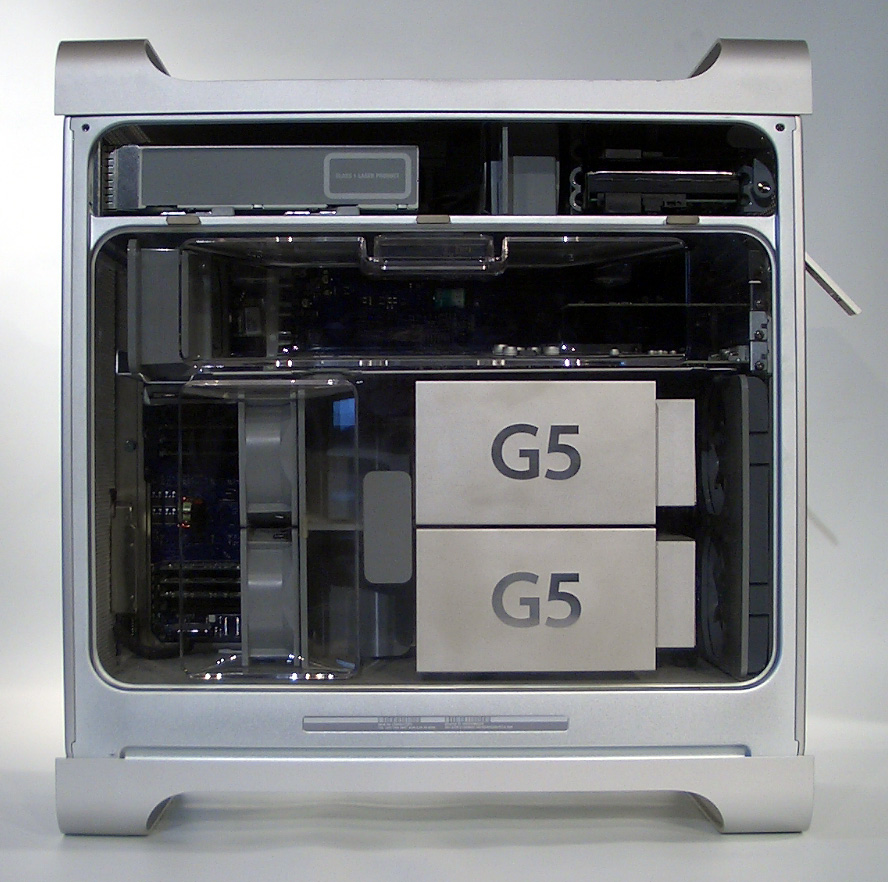
Power Mac G5

2003年6月24日発表。発売までの約2か月間で、予約件数は10万件を記録した。同年9月発売開始。Power Mac G5はMac初の64bit CPU採用機種であり、筐体はアルミニウム合金に変更された。CPUはG4と比べ高性能だが、消費電力が多く高熱になるため、前面はメッシュ構造で大量の空気を吸気できるようになっており、多数の大型ファンを利用し、エンクロージャ内部を通過して効率よく冷却できるようになっている。G5はG4と比べ高いクロックで動作するほか、浮動小数点演算能力が大幅に上がった。

### Power Mac G5
PowerPC 970
- 1.6GHz, 256MB PC2700, M9020J/A
- 1.8GHz, 512MB PC3200, M9031J/A
- Dual 2.0GHz, 512MB PC3200, M9032J/A

### Power Mac G5 (NOV 2003)
デュアル1.8以外は前期と同じラインナップとなる
- 1.6GHz, 256MB PC2700, M9020J/A
- Dual 1.8GHz, 512MB PC3200, M9393J/A
- Dual 2.0GHz, 512MB PC3200, M9032J/A

### Power Mac G5 (June 2004)
PowerPC 970/970FX
- Dual 1.8GHz, 256MB PC3200, M9454J/A
- Dual 2GHz, 512MB PC3200, M9455J/A
- Dual 2.5GHz, 512MB PC3200, M9457J/A

2004年8月からは、オプションのハイエンドGPUとしてApple Cinema HD Display 30インチを2台接続出来る、GeForce 6800 Ultra DDLを選択可能。

### Power Mac G5 (Late 2004)
PowerPC 970FX
- 1.8GHz, 256MB PC3200, M9555J/A

### Power Mac G5 (Early 2005)
最後のPCI スロット搭載Mac。PowerPC 970FX
- Dual 2.0GHz, 512MB PC3200, M9747J/A
- Dual 2.3GHz, 512MB PC3200, M9748J/A
- Dual 2.7GHz, 512MB PC3200, M9749J/A

### Power Mac G5 (Late 2005)[18]
- Dual 2.0GHz, 512MB DDR2 533, M9590J/A
- Dual 2.3GHz, 512MB DDR2 533, M9591J/A
- Quad 2.5GHz, 512MB DDR2 533, M9592J/A

デュアルコアの64ビットRISC CPU、PowerPC 970MPの2.0GHzまたは2.3GHzを一基、もしくは 2.5GHzを二基搭載（つまり2つ、または4つのプロセッシングコアを搭載）、1コアあたり二次キャッシュ最大1MB。独立した、最高1.25GHzのデュアルフロントサイド・バス(FSB)
- 128ビット533MHzのDDR2 SDRAM Non-ECC及びECC対応
- 4レーン PCI Express スロット 2つ
- 8レーン PCI Express スロット 1つ
- 16レーン PCI Express スロット 1つ
- 最大2台のシリアルATAハードディスクドライブを内蔵可能
- U4
- DVD±R/RWドライブ (Super Drive)
- HyperTransport
- USB 2.0
- FireWire 400
- FireWire 800
- Gigabit Ethernet 2系統
- 8スロット、最大16GBの大容量メモリのサポート
- AirMac Extreme (BTOオプション)
- Bluetooth 2.0+EDR (BTOオプション)
- GPUにnVIDIA社の『GeForce 6600』、『GeForce 6600 LE』を採用。BTOオプションにて『Quadro FX 4500』や『GeForce 7800 GT』を選択可能。
- Mac OS X v10.4 Tiger プリインストール

## ギャラリー

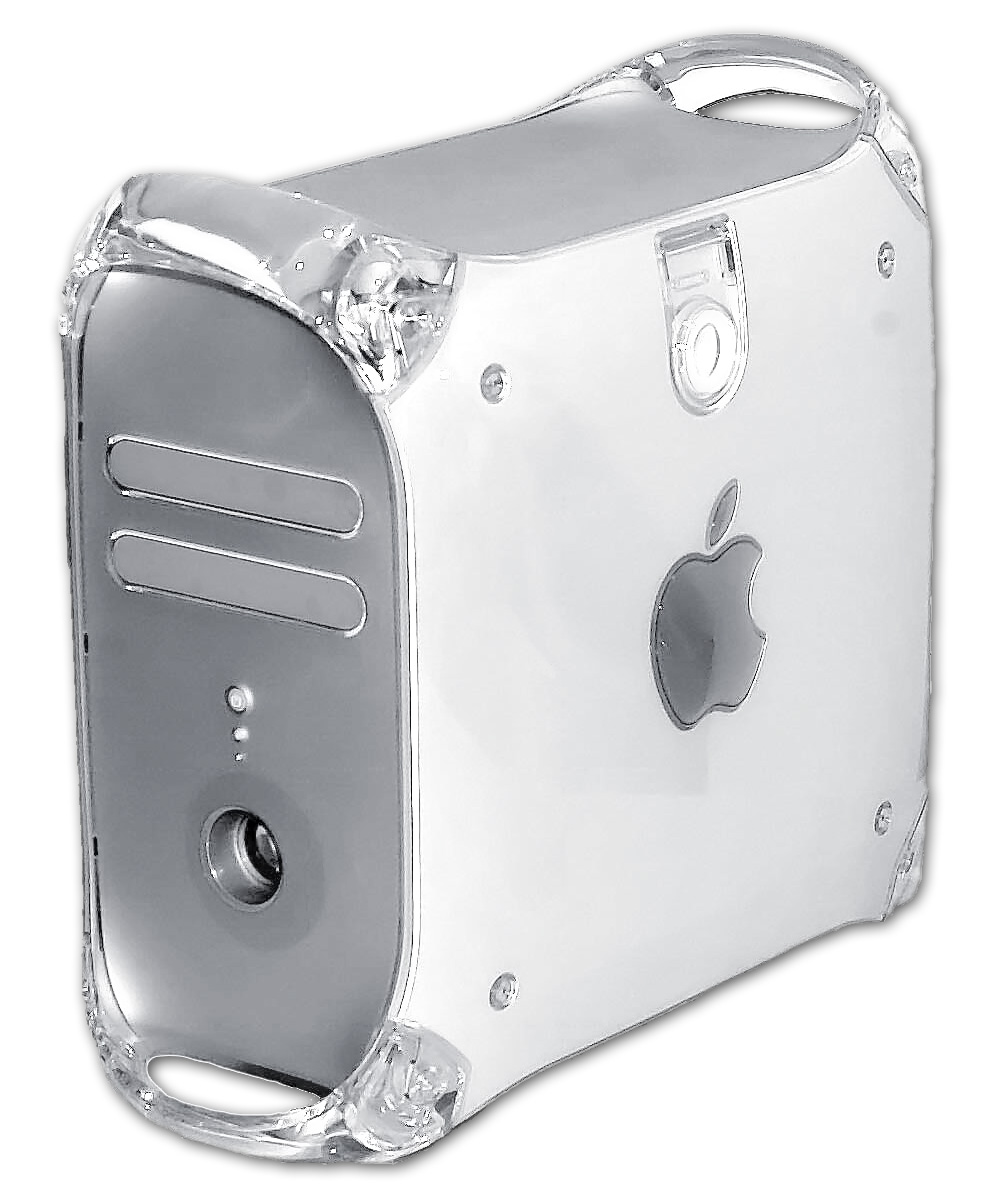
Power Mac G4 (Quick Silver), (Quick Silver 2002)
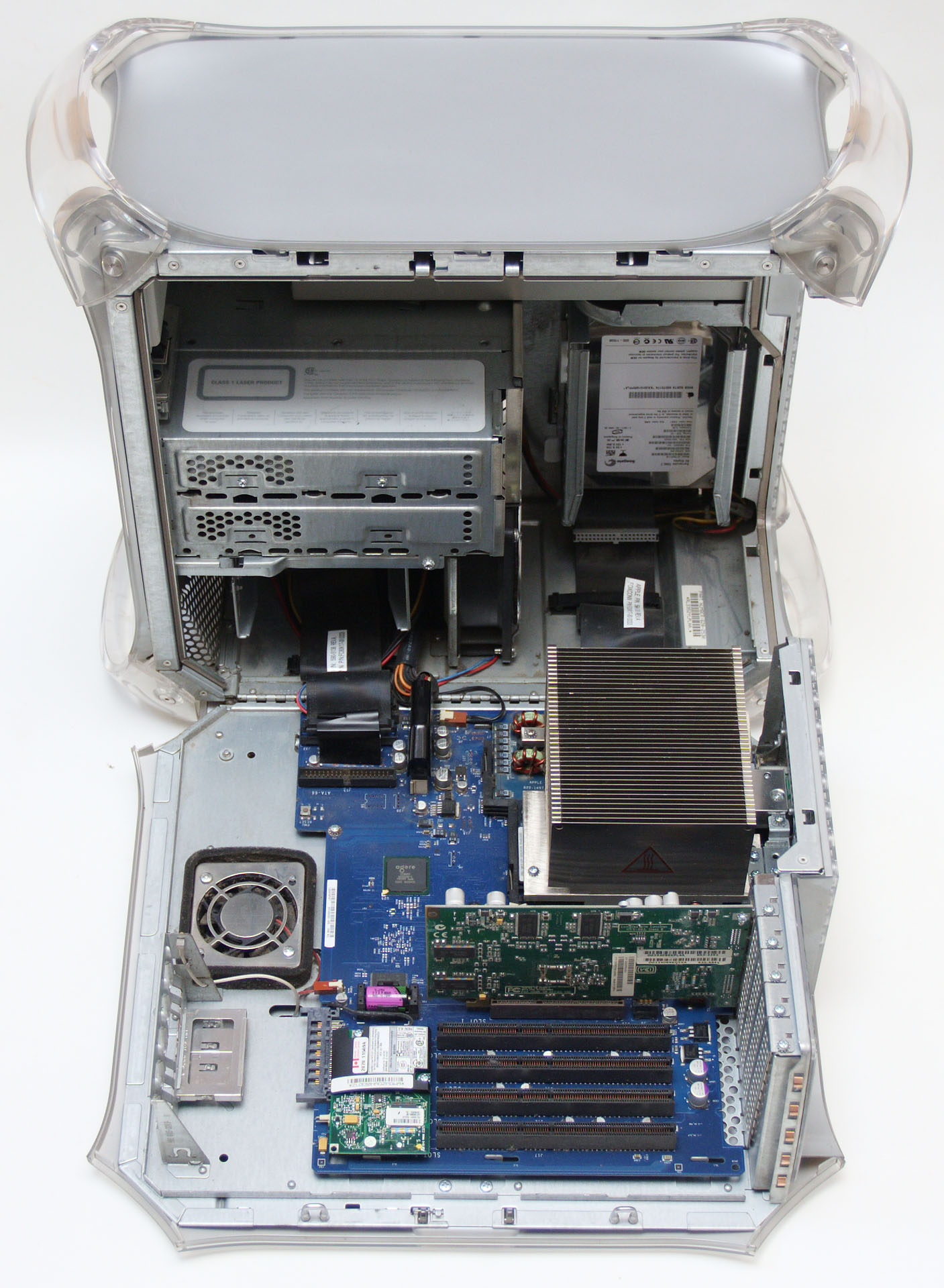
Power Mac G4 (Mirrored Drive Doors) オープン時
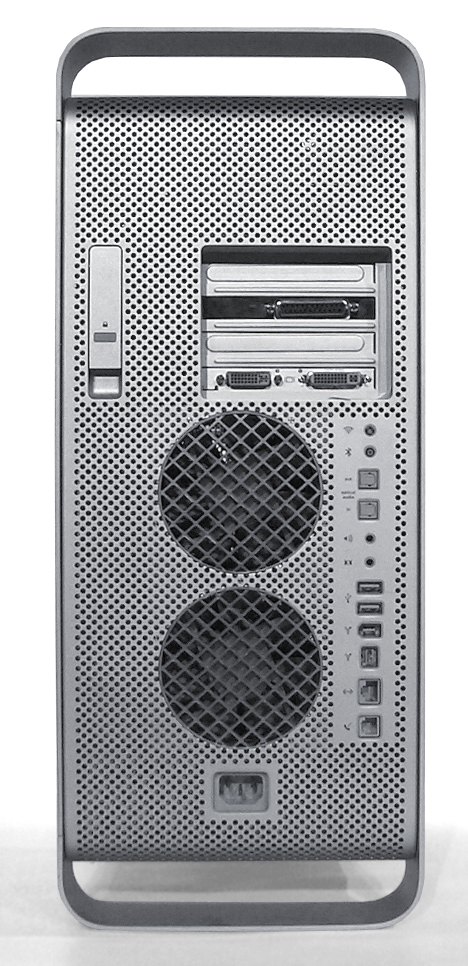
Power Mac G5 背面
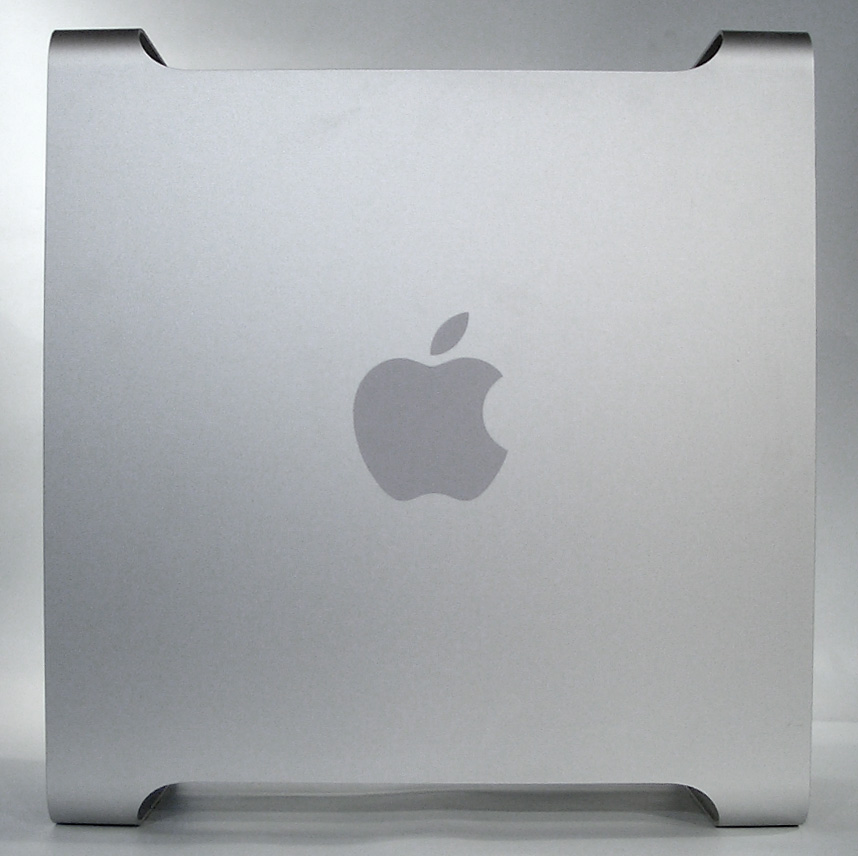
Power Mac G5 横